# Esibizioni dal vivo dei Got7

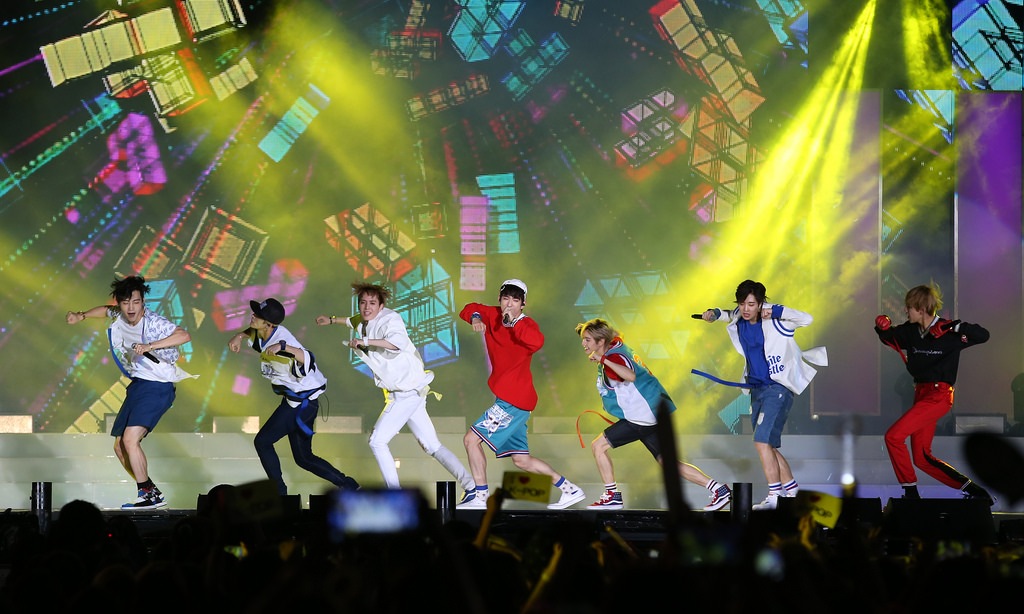
I Got7 si esibiscono al Summer K-pop Festival 2015

Le esibizioni dal vivo dei Got7, gruppo musicale sudcoreano, comprendono 3 tour mondiali, 13 concerti, 10 incontri con i fan, oltre a partecipazioni multiple a tour e concerti congiunti, e cerimonie di premiazione ed eventi speciali. La seguente lista non include le esibizioni durante i programmi televisivi e ad eventi minori.

## Tour mondiali
| Titolo                   | Date                      | Spettacoli | Note  |
| ------------------------ | ------------------------- | ---------- | ----- |
| Fly Tour                 | 29 aprile-21 agosto 2016  | 21         | [ 1 ] |
| Eyes On You World Tour   | 4 maggio-24 agosto 2018   | 21         | [ 2 ] |
| Keep Spinning World Tour | 15 giugno-26 ottobre 2019 | 17         | [ 3 ] |

## Concerti
| Data             | Titolo                                            | Città              | Paese         | Luogo                                             | Presenze | Note                 |
| ---------------- | ------------------------------------------------- | ------------------ | ------------- | ------------------------------------------------- | -------- | -------------------- |
| 4 aprile 2014    | Got7 1st Showcase 2014 "Impact in Japan"          | Tokyo              | Giappone      | Ryōgoku Kokugikan                                 | 10 000   | [ 4 ] [ 5 ]          |
| 17 aprile 2014   | Got7 1st Showcase 2014 "Impact in Japan"          | Osaka              | Giappone      | Zepp Namba                                        | N.D.     | [ 6 ]                |
| 6 ottobre 2014   | Got7 1st Japan Tour 2014 "Around the World"       | Osaka              | Giappone      | Zepp Namba                                        | N.D.     | [ 7 ]                |
| 7 ottobre 2014   | Got7 1st Japan Tour 2014 "Around the World"       | Osaka              | Giappone      | Zepp Namba                                        | N.D.     | [ 7 ]                |
| 9 ottobre 2014   | Got7 1st Japan Tour 2014 "Around the World"       | Fukuoka            | Giappone      | Zepp Fukuoka                                      | N.D.     | [ 7 ]                |
| 14 ottobre 2014  | Got7 1st Japan Tour 2014 "Around the World"       | Tokyo              | Giappone      | Zepp DiverCity                                    | N.D.     | [ 7 ]                |
| 15 ottobre 2014  | Got7 1st Japan Tour 2014 "Around the World"       | Tokyo              | Giappone      | Zepp DiverCity                                    | N.D.     | [ 7 ]                |
| 21 ottobre 2014  | Got7 1st Japan Tour 2014 "Around the World"       | Nagoya             | Giappone      | Zepp Nagoya                                       | N.D.     | [ 7 ]                |
| 22 ottobre 2014  | Got7 1st Japan Tour 2014 "Around the World"       | Nagoya             | Giappone      | Zepp Nagoya                                       | N.D.     | [ 7 ]                |
| 5 novembre 2014  | Got7 1st Japan Tour 2014 "Around the World"       | Chiba              | Giappone      | Makuhari Messe                                    | N.D.     | [ 7 ] [ 8 ]          |
| 6 novembre 2014  | Got7 1st Japan Tour 2014 "Around the World"       | Chiba              | Giappone      | Makuhari Messe                                    | N.D.     | [ 7 ] [ 8 ]          |
| 24 dicembre 2014 | Got7 1st Japan Tour 2014 "Around the World X'mas" | Tokyo              | Giappone      | Toyosu Pit                                        | N.D.     | [ 9 ]                |
| 20 gennaio 2015  | Got7 Asia Tour Showcase 2015                      | Taipei             | Taiwan        | Taipei International Convention Center            | 10 000   | [ 10 ] [ 11 ]        |
| 24 gennaio 2015  | Got7 Asia Tour Showcase 2015                      | Shanghai           | Cina          | Plus Space                                        | 10 000   | [ 10 ] [ 11 ]        |
| 31 gennaio 2015  | Got7 Asia Tour Showcase 2015                      | Hong Kong          | Hong Kong     | AsiaWorld–Expo                                    | 10 000   | [ 10 ] [ 11 ]        |
| 21 gennaio 2016  | Japan Tour 2016 "Moriagatteyo"                    | Sapporo            | Giappone      | Zepp Sapporo                                      | N.D.     | [ 12 ]               |
| 28 gennaio 2016  | Japan Tour 2016 "Moriagatteyo"                    | Osaka              | Giappone      | Zepp Namba                                        | N.D.     | [ 13 ]               |
| 29 gennaio 2016  | Japan Tour 2016 "Moriagatteyo"                    | Osaka              | Giappone      | Zepp Namba                                        | N.D.     | [ 13 ]               |
| 30 gennaio 2016  | Japan Tour 2016 "Moriagatteyo"                    | Osaka              | Giappone      | Zepp Namba                                        | N.D.     | [ 13 ]               |
| 4 febbraio 2016  | Japan Tour 2016 "Moriagatteyo"                    | Tokyo              | Giappone      | Zepp DiverCity                                    | N.D.     | [ 13 ]               |
| 5 febbraio 2016  | Japan Tour 2016 "Moriagatteyo"                    | Tokyo              | Giappone      | Zepp DiverCity                                    | N.D.     | [ 13 ]               |
| 10 febbraio 2016 | Japan Tour 2016 "Moriagatteyo"                    | Fukuoka            | Giappone      | Zepp Fukuoka                                      | N.D.     | [ 13 ]               |
| 12 febbraio 2016 | Japan Tour 2016 "Moriagatteyo"                    | Nagoya             | Giappone      | Zepp Nagoya                                       | N.D.     | [ 13 ]               |
| 13 febbraio 2016 | Japan Tour 2016 "Moriagatteyo"                    | Nagoya             | Giappone      | Zepp Nagoya                                       | N.D.     | [ 13 ]               |
| 27 febbraio 2016 | Japan Tour 2016 "Moriagatteyo"                    | Chiba              | Giappone      | Makuhari Messe                                    | N.D.     | [ 14 ] [ 15 ]        |
| 28 febbraio 2016 | Japan Tour 2016 "Moriagatteyo"                    | Chiba              | Giappone      | Makuhari Messe                                    | N.D.     | [ 14 ] [ 15 ]        |
| 5 maggio 2017    | Japan Showcase Tour 2017 "Meet Me"                | Osaka              | Giappone      | Zepp Namba                                        | 2 500    | [ 16 ]               |
| 6 maggio 2017    | Japan Showcase Tour 2017 "Meet Me"                | Osaka              | Giappone      | Zepp Namba                                        | N.D.     | [ 17 ]               |
| 11 maggio 2017   | Japan Showcase Tour 2017 "Meet Me"                | Nagoya             | Giappone      | Zepp Nagoya                                       | N.D.     | [ 17 ]               |
| 12 maggio 2017   | Japan Showcase Tour 2017 "Meet Me"                | Nagoya             | Giappone      | Zepp Nagoya                                       | N.D.     | [ 17 ]               |
| 13 maggio 2017   | Japan Showcase Tour 2017 "Meet Me"                | Tokyo              | Giappone      | Zepp DiverCity                                    | N.D.     | [ 17 ]               |
| 14 maggio 2017   | Japan Showcase Tour 2017 "Meet Me"                | Tokyo              | Giappone      | Zepp DiverCity                                    | N.D.     | [ 17 ]               |
| 19 maggio 2017   | Japan Showcase Tour 2017 "Meet Me"                | Sapporo            | Giappone      | Zepp Sapporo                                      | N.D.     | [ 17 ]               |
| 21 maggio 2017   | Japan Showcase Tour 2017 "Meet Me"                | Sendai             | Giappone      | Team Smile Sendai PIT                             | N.D.     | [ 17 ]               |
| 27 maggio 2017   | Japan Showcase Tour 2017 "Meet Me"                | Fukuoka            | Giappone      | Fukuoka Sunpalace                                 | N.D.     | [ 17 ]               |
| 3 giugno 2017    | Nestival 2017                                     | Nakhon Ratchasimas | Thailandia    | MCC Hall The Mall Korat                           | 28 000   | [ 18 ] [ 19 ]        |
| 4 giugno 2017    | Nestival 2017                                     | Chiang Mai         | Thailandia    | International Convention and Exhibition Center    | 28 000   | [ 18 ] [ 19 ]        |
| 17 giugno 2017   | Nestival 2017                                     | Bangkok            | Thailandia    | Impact Arena                                      | 28 000   | [ 18 ] [ 19 ]        |
| 18 giugno 2017   | Nestival 2017                                     | Bangkok            | Thailandia    | Impact Arena                                      | 28 000   | [ 18 ] [ 19 ]        |
| 20 giugno 2017   | Nestival 2017                                     | Phuket             | Thailandia    | Saphan Hin Stadium                                | 28 000   | [ 18 ] [ 19 ]        |
| 24 giugno 2017   | Japan Arena Special 2017 "My Swagger"             | Tokyo              | Giappone      | Yoyogi National Gymnasium                         | N.D.     | [ 20 ] [ 21 ] [ 22 ] |
| 25 giugno 2017   | Japan Arena Special 2017 "My Swagger"             | Tokyo              | Giappone      | Yoyogi National Gymnasium                         | N.D.     | [ 20 ] [ 21 ] [ 22 ] |
| 3 novembre 2017  | Japan Tour 2017 "Turn Up"                         | Sapporo            | Giappone      | Zepp Sapporo                                      | N.D.     | [ 23 ]               |
| 11 novembre 2017 | Japan Tour 2017 "Turn Up"                         | Fukuoka            | Giappone      | Fukuoka Sunpalace Hall                            | N.D.     | [ 23 ]               |
| 12 novembre 2017 | Japan Tour 2017 "Turn Up"                         | Fukuoka            | Giappone      | Fukuoka Sunpalace Hall                            | N.D.     | [ 23 ]               |
| 16 novembre 2017 | Japan Tour 2017 "Turn Up"                         | Tokyo              | Giappone      | Zepp DiverCity                                    | N.D.     | [ 23 ]               |
| 17 novembre 2017 | Japan Tour 2017 "Turn Up"                         | Tokyo              | Giappone      | Zepp DiverCity                                    | N.D.     | [ 23 ]               |
| 18 novembre 2017 | Japan Tour 2017 "Turn Up"                         | Tokyo              | Giappone      | Zepp DiverCity                                    | N.D.     | [ 23 ]               |
| 21 novembre 2017 | Japan Tour 2017 "Turn Up"                         | Nagoya             | Giappone      | Zepp Nagoya                                       | N.D.     | [ 23 ]               |
| 22 novembre 2017 | Japan Tour 2017 "Turn Up"                         | Nagoya             | Giappone      | Zepp Nagoya                                       | N.D.     | [ 23 ]               |
| 24 novembre 2017 | Japan Tour 2017 "Turn Up"                         | Osaka              | Giappone      | Zepp Namba                                        | N.D.     | [ 23 ]               |
| 25 novembre 2017 | Japan Tour 2017 "Turn Up"                         | Osaka              | Giappone      | Zepp Namba                                        | N.D.     | [ 23 ]               |
| 26 novembre 2017 | Japan Tour 2017 "Turn Up"                         | Osaka              | Giappone      | Zepp Namba                                        | N.D.     | [ 23 ]               |
| 21 dicembre 2017 | Japan Tour 2017 "Turn Up"                         | Tokyo              | Giappone      | Nippon Budokan                                    | N.D.     | [ 23 ]               |
| 22 dicembre 2017 | Japan Tour 2017 "Turn Up"                         | Tokyo              | Giappone      | Nippon Budokan                                    | N.D.     | [ 23 ]               |
| 15 maggio 2018   | Japan Fan Connecting Hall Tour 2018 "The New Era" | Fukuoka            | Giappone      | Fukuoka Sunpalace Hall                            | N.D.     | [ 24 ] [ 25 ]        |
| 17 maggio 2018   | Japan Fan Connecting Hall Tour 2018 "The New Era" | Osaka              | Giappone      | Orix Theatre                                      | N.D.     | [ 24 ] [ 25 ]        |
| 18 maggio 2018   | Japan Fan Connecting Hall Tour 2018 "The New Era" | Osaka              | Giappone      | Orix Theatre                                      | N.D.     | [ 24 ] [ 25 ]        |
| 26 maggio 2018   | Japan Fan Connecting Hall Tour 2018 "The New Era" | Hiroshima          | Giappone      | Bunka Gakuen HBG Hall                             | N.D.     | [ 24 ] [ 25 ]        |
| 28 maggio 2018   | Japan Fan Connecting Hall Tour 2018 "The New Era" | Nagoya             | Giappone      | Nagoya Congress Center Century Hall               | N.D.     | [ 24 ] [ 25 ]        |
| 18 giugno 2018   | Japan Fan Connecting Hall Tour 2018 "The New Era" | Tokyo              | Giappone      | Nakano Sun Plaza Hall                             | N.D.     | [ 24 ] [ 25 ]        |
| 19 giugno 2018   | Japan Fan Connecting Hall Tour 2018 "The New Era" | Tokyo              | Giappone      | Nakano Sun Plaza Hall                             | N.D.     | [ 24 ] [ 25 ]        |
| 20 giugno 2018   | Japan Fan Connecting Hall Tour 2018 "The New Era" | Tokyo              | Giappone      | Nakano Sun Plaza Hall                             | N.D.     | [ 24 ] [ 25 ]        |
| 23 giugno 2018   | Japan Fan Connecting Hall Tour 2018 "The New Era" | Sendai             | Giappone      | Sendai Sun Plaza Hall                             | N.D.     | [ 24 ] [ 25 ]        |
| 18 dicembre 2018 | Japan Arena Special Tour 2018-2019 "Road 2 U"     | Tokyo              | Giappone      | Nippon Budokan                                    | N.D.     | [ 26 ]               |
| 19 dicembre 2018 | Japan Arena Special Tour 2018-2019 "Road 2 U"     | Tokyo              | Giappone      | Nippon Budokan                                    | N.D.     | [ 26 ]               |
| 21 dicembre 2018 | Nestival 2018 "Winter Tale"                       | Bangkok            | Thailandia    | Bangkok International Trade and Exhibition Centre | 60 000   | [ 27 ]               |
| 22 dicembre 2018 | Nestival 2018 "Winter Tale"                       | Bangkok            | Thailandia    | Bangkok International Trade and Exhibition Centre | 60 000   | [ 27 ]               |
| 23 dicembre 2018 | Nestival 2018 "Winter Tale"                       | Bangkok            | Thailandia    | Bangkok International Trade and Exhibition Centre | 60 000   | [ 27 ]               |
| 2 febbraio 2019  | Japan Arena Special Tour 2018-2019 "Road 2 U"     | Kobe               | Giappone      | World Memorial Hall                               | N.D.     | [ 26 ]               |
| 3 febbraio 2019  | Japan Arena Special Tour 2018-2019 "Road 2 U"     | Kobe               | Giappone      | World Memorial Hall                               | N.D.     | [ 26 ]               |
| 30 luglio 2019   | Japan Tour 2019 "Our Loop"                        | Chiba              | Giappone      | Makuhari Messe                                    | N.D.     | [ 28 ]               |
| 31 luglio 2019   | Japan Tour 2019 "Our Loop"                        | Chiba              | Giappone      | Makuhari Messe                                    | N.D.     | [ 28 ]               |
| 3 agosto 2019    | Japan Tour 2019 "Our Loop"                        | Kobe               | Giappone      | World Memorial Hall                               | N.D.     | [ 28 ]               |
| 4 agosto 2019    | Japan Tour 2019 "Our Loop"                        | Kobe               | Giappone      | World Memorial Hall                               | N.D.     | [ 28 ]               |
| 6 agosto 2019    | Japan Tour 2019 "Our Loop"                        | Nagoya             | Giappone      | Nagoya Congress Center Hall                       | N.D.     | [ 28 ]               |
| 17 agosto 2019   | Japan Tour 2019 "Our Loop"                        | Fukuoka            | Giappone      | Fukuoka Sunpalace Hall                            | N.D.     | [ 28 ]               |
| 18 agosto 2019   | Japan Tour 2019 "Our Loop"                        | Fukuoka            | Giappone      | Fukuoka Sunpalace Hall                            | N.D.     | [ 28 ]               |
| 31 gennaio 2025  | Got7 Concert "Nestfest"                           | Seul               | Corea del Sud | SK Olympic Handball Gymnasium                     | N.D.     | [ 29 ]               |
| 1 febbraio 2025  | Got7 Concert "Nestfest"                           | Seul               | Corea del Sud | SK Olympic Handball Gymnasium                     | N.D.     | [ 29 ]               |
| 2 febbraio 2025  | Got7 Concert "Nestfest"                           | Seul               | Corea del Sud | SK Olympic Handball Gymnasium                     | N.D.     | [ 29 ]               |
| 2 maggio 2025    | Got7 Concert "Nestfest"                           | Bangkok            | Thailandia    | Stadio Rajamangala                                | 85 000   | [ 30 ]               |
| 3 maggio 2025    | Got7 Concert "Nestfest"                           | Bangkok            | Thailandia    | Stadio Rajamangala                                | 85 000   | [ 30 ]               |

## Incontri con i fan
| Data                    | Titolo                                                                   | Città            | Paese         | Luogo                                                     | Presenze | Note          |
| ----------------------- | ------------------------------------------------------------------------ | ---------------- | ------------- | --------------------------------------------------------- | -------- | ------------- |
| 17 gennaio 2015         | Got7 ♥︎ IGot7 1st Fanmeeting "365+"                                       | Seul             | Corea del Sud | Olympic Hall                                              | N.D.     | [ 10 ]        |
| 14 marzo 2015           | Got7 1st Fan Party in Bangkok                                            | Bangkok          | Thailandia    | Thunderdome Muang Thong Thani                             | 9 000    | [ 31 ]        |
| 15 marzo 2015           | Got7 1st Fan Party in Bangkok                                            | Bangkok          | Thailandia    | Thunderdome Muang Thong Thani                             | 9 000    | [ 31 ]        |
| 21 marzo 2015           | Got7 1st Fan Meeting in KL                                               | Kuala Lumpur     | Malaysia      | KL Live                                                   | 1 500    | [ 32 ]        |
| 25 aprile 2015          | Got7 1st Fan Meeting in Singapore                                        | Singapore        | Singapore     | Kallang Theatre                                           | N.D.     |               |
| 6 maggio 2015           | Got7 1st Fan Meeting in San Francisco                                    | San Francisco    | Stati Uniti   | Warfield Theatre                                          | N.D.     | [ 33 ]        |
| 8 maggio 2015           | Got7 1st Fan Meeting in Chicago                                          | Chicago          | Stati Uniti   | Riviera Theatre                                           | N.D.     | [ 33 ]        |
| 10 maggio 2015          | Got7 1st Fan Meeting in Dallas                                           | Dallas           | Stati Uniti   | Verizon Theatre                                           | N.D.     | [ 33 ]        |
| 6 giugno 2015           | Got7 1st Fan Meeting in Japan "Love Train"                               | Tokyo            | Giappone      | Maihama Amphitheater                                      | 10 000   | [ 34 ]        |
| 7 giugno 2015 (n. 1)    | Got7 1st Fan Meeting in Japan "Love Train"                               | Tokyo            | Giappone      | Maihama Amphitheater                                      | 10 000   | [ 34 ]        |
| 7 giugno 2015 (n. 2)    | Got7 1st Fan Meeting in Japan "Love Train"                               | Tokyo            | Giappone      | Maihama Amphitheater                                      | 10 000   | [ 34 ]        |
| 10 giugno 2015          | Got7 1st Fan Meeting in Japan "Love Train"                               | Osaka            | Giappone      | Osaka Orix Theater                                        | 10 000   | [ 34 ]        |
| 15 ottobre 2015         | Got7 2015 Fan Meeting in Guangzhou                                       | Guangzhou        | Cina          | Sun Yat-sen Memorial Hall                                 | 3 000    | [ 35 ]        |
| 14 novembre 2015        | Got7 1st Fan Meeting in the Philippines                                  | Quezon City      | Filippine     | Smart-Araneta Coliseum                                    | N.D.     | [ 36 ] [ 37 ] |
| 28 novembre 2015        | Got7 1st Fan Meeting in Indonesia                                        | Jakarta          | Indonesia     | The Kasablanka Main Hall                                  | N.D.     | [ 38 ]        |
| 6 dicembre 2015         | Got7 Fan Meeting in Singapore 2015                                       | Singapore        | Singapore     | Marina Bay Sands Convention Centre Hall E                 | N.D.     | [ 39 ]        |
| 12 dicembre 2015        | Got7 2015 Fan Meeting in Shanghai                                        | Shanghai         | Cina          | Shanghai The Hub Performance Center                       | N.D.     |               |
| 16 gennaio 2016         | Got7 ♥︎ IGot7 2nd Fanmeeting "Amazing Got7 World"                         | Seul             | Corea del Sud | SK Olympic Handball Gymnasium                             | 3 500    | [ 40 ]        |
| 11 novembre 2016 (n. 1) | Got7 Flight Log: Turbulence in Vancouver 2016                            | Vancouver        | Canada        | Queen Elizabeth Theatre                                   | N.D.     | [ 41 ]        |
| 11 novembre 2016 (n. 2) | Got7 Flight Log: Turbulence in Vancouver 2016                            | Vancouver        | Canada        | Queen Elizabeth Theatre                                   | N.D.     | [ 41 ]        |
| 13 novembre 2016 (n. 1) | Got7 Flight Log: Turbulence in Toronto 2016                              | Toronto          | Canada        | Massey Hall                                               | N.D.     | [ 41 ]        |
| 13 novembre 2016 (n. 2) | Got7 Flight Log: Turbulence in Toronto 2016                              | Toronto          | Canada        | Massey Hall                                               | N.D.     | [ 41 ]        |
| 19 novembre 2016        | Got7 Flight Log: Turbulence in Japan 2016                                | Yokohama         | Giappone      | Pacifico Yokohama                                         | N.D.     |               |
| 27 novembre 2016        | Got7 Flight Log: Turbulence in Japan 2016                                | Osaka            | Giappone      | Osaka International Convention Center                     | N.D.     |               |
| 4 dicembre 2016         | Got7 Flight Log: Turbulence in Malaysia 2016                             | Kuala Lumpur     | Malaysia      | Mega Star Arena                                           | 3 000    | [ 42 ]        |
| 11 dicembre 2016        | Got7 Flight Log: Turbulence in Singapore 2016                            | Singapore        | Singapore     | MegaBox Convention Centre                                 | N.D.     | [ 43 ]        |
| 21 dicembre 2016        | Got7 Flight Log: Turbulence in Cebu 2016                                 | Cebu City        | Filippine     | Pacific Grand Ballroom, Waterfront Hotel                  | 1 000    | [ 44 ]        |
| 23 dicembre 2016        | Got7 Flight Log: Turbulence in Manila 2016                               | Quezon City      | Filippine     | Kia Theatre, Araneta Center                               | N.D.     |               |
| 6 gennaio 2017          | Got7 Flight Log: Turbulence in Taipei 2017                               | Taipei           | Taiwan        | Taipei International Convention Center                    | N.D.     | [ 45 ]        |
| 15 gennaio 2017         | Got7 Flight Log: Turbulence in Macau 2017                                | Macau            | Cina          | Studio City Event Center                                  | N.D.     | [ 46 ]        |
| 21 gennaio 2017         | Got7 Flight Log: Turbulence in USA 2017                                  | Miami Beach      | Stati Uniti   | Fillmore Miami Beach                                      | N.D.     | [ 47 ]        |
| 22 gennaio 2017         | Got7 Flight Log: Turbulence in USA 2017                                  | Washington, D.C. | Stati Uniti   | Echostage                                                 | N.D.     | [ 47 ]        |
| 25 gennaio 2017         | Got7 Flight Log: Turbulence in USA 2017                                  | Rosemont         | Stati Uniti   | Rosemont Theatre                                          | N.D.     | [ 47 ]        |
| 27 gennaio 2017         | Got7 Flight Log: Turbulence in USA 2017                                  | Houston          | Stati Uniti   | Revention Music Center                                    | N.D.     | [ 47 ]        |
| 29 gennaio 2017         | Got7 Flight Log: Turbulence in USA 2017                                  | Pasadena         | Stati Uniti   | Pasadena Civic Auditorium and Convention Center           | N.D.     | [ 47 ]        |
| 5 febbraio 2017         | Got7 ♥︎ IGot7 3rd Fanmeeting "We Under The Moonlight"                     | Seul             | Corea del Sud | Jamsil Arena                                              | N.D.     | [ 48 ]        |
| 18 febbraio 2017        | Got7 Flight Log: Turbulence in Jakarta 2017                              | Jakarta          | Indonesia     | The Kasablanka Hall                                       | N.D.     | [ 38 ]        |
| 20 aprile 2017          | Got7 Global Fan Meeting in Sydney 2017                                   | Sydney           | Australia     | Luna Park, Big Top                                        | N.D.     | [ 49 ]        |
| 21 aprile 2017          | Got7 Global Fan Meeting in Brisbane 2017                                 | Brisbane         | Australia     | Royal International Convention Centre                     | 1 400    | [ 50 ]        |
| 23 aprile 2017          | Got7 Global Fan Meeting in Melbourne 2017                                | Melbourne        | Australia     | Plenary, Melbourne Convention and Exhibition Centre       | N.D.     | [ 51 ]        |
| 24 aprile 2017          | Got7 Global Fan Meeting in Perth 2017                                    | Perth            | Australia     | Riverside Theatre, Perth Convention and Exhibition Centre | 1 500    | [ 52 ]        |
| 1 luglio 2017           | Got7 Global Fan Meeting in Hong Kong 2017                                | Hong Kong        | Hong Kong     | Asia World Expo Arena                                     | N.D.     | [ 53 ]        |
| 3 febbraio 2018         | Got7 ♥︎ IGot7 4rd Fanmeeting "IGot7 Research"                             | Seul             | Corea del Sud | Kyunghee University Gymnasium                             | N.D.     | [ 54 ]        |
| 4 febbraio 2018         | Got7 ♥︎ IGot7 4rd Fanmeeting "IGot7 Research"                             | Seul             | Corea del Sud | Kyunghee University Gymnasium                             | N.D.     | [ 54 ]        |
| 5 gennaio 2019          | Got7 ♥︎ IGot7 5th Fanmeeting "Dreaming of Soccer King (Fly Got7)"         | Seul             | Corea del Sud | Jamsil Arena                                              | N.D.     | [ 55 ]        |
| 6 gennaio 2019          | Got7 ♥︎ IGot7 5th Fanmeeting "Dreaming of Soccer King (Fly Got7)"         | Seul             | Corea del Sud | Jamsil Arena                                              | N.D.     | [ 55 ]        |
| 5 settembre 2019        | Got7 Fan Fest 2019 "Seven Secrets" in Bangkok                            | Bangkok          | Thailandia    | Union Hall 2, Union Mall                                  | N.D.     | [ 56 ]        |
| 6 settembre 2019        | Got7 Fan Fest 2019 "Seven Secrets" in Bangkok                            | Bangkok          | Thailandia    | Union Hall 2, Union Mall                                  | N.D.     | [ 56 ]        |
| 7 settembre 2019        | Got7 Fan Fest 2019 "Seven Secrets" in Bangkok                            | Bangkok          | Thailandia    | Union Hall 2, Union Mall                                  | N.D.     | [ 56 ]        |
| 8 settembre 2019        | Got7 Fan Fest 2019 "Seven Secrets" in Bangkok                            | Bangkok          | Thailandia    | Union Hall 2, Union Mall                                  | N.D.     | [ 56 ]        |
| 22 dicembre 2020        | Got7 ♥︎ IGot7 6th Fanmeeting "Once Upon a Time: The Winter That We Loved" | Seul             | Corea del Sud | N.D.                                                      | N.D.     | [ 57 ]        |
| 21 maggio 2022          | Got7 2022 Fancon "Homecoming with IGot7"                                 | Seul             | Corea del Sud | SK Olympic Handball Gymnasium                             | 5 000    | [ 58 ] [ 59 ] |
| 22 maggio 2022          | Got7 2022 Fancon "Homecoming with IGot7"                                 | Seul             | Corea del Sud | SK Olympic Handball Gymnasium                             | 5 000    | [ 58 ] [ 59 ] |

## Tour e concerti collettivi
| Data              | Evento                     | Città       | Paese         | Luogo                         | Canzone/i                                                                                              | Note          |
| ----------------- | -------------------------- | ----------- | ------------- | ----------------------------- | --- | ------------- |
| 7 giugno 2014     | Dream Concert              | Seul        | Corea del Sud | Seoul World Cup Stadium       | Performance di apertura eseguita da JB con Baro dei B1A4, Girls Girls Girls                            | [ 60 ] [ 61 ] |
| 23 agosto 2014    | Tofu Music Festival        | Bangkok     | Thailandia    | Impact Arena                  | Hello, Follow Me, Girls Girls Girls, Playground, I Like You, A, Good Tonight, Forever Young, Bounce, A | [ 62 ]        |
| 28 settembre 2014 | Hallyu Dream Festival      | Gyeongju    | Corea del Sud | Gyeongju Civic Stadium        | A, Mirotic (Orchestra ver.)                                                                            | [ 63 ]        |
| 22 aprile 2015    | Kcon                       | Saitama     | Giappone      | Saitama Super Arena           | My Type, Girls Girls Girls, Stop Stop It, True Swag                                                    | [ 64 ]        |
| 2 maggio 2015     | Korea Times Music Festival | Los Angeles | Stati Uniti   | Hollywood Bowl                | Girls Girls Girls, Stop Stop It, A                                                                     | [ 65 ]        |
| 23 maggio 2015    | Dream Concert              | Seul        | Corea del Sud | Seoul World Cup Stadium       | Performance di ballo di Yugyeom con J-Hope dei BTS, Stop Stop It, Girls Girls Girls                    | [ 66 ] [ 67 ] |
| 1 agosto 2015     | Kcon                       | Los Angeles | Stati Uniti   | Los Angeles Convention Center | Just Right, A, Bounce (JJ Project), X (Chris Brown), Bend Ova (Lil Jon) con i Monsta X                 | [ 68 ]        |
| 20 settembre 2015 | Hallyu Dream Festival      | Gyeongju    | Corea del Sud | Gyeongju Civic Stadium        | Just Right, Stop Stop It                                                                               | [ 69 ]        |
| 9 ottobre 2015    | One K Concert              | Seul        | Corea del Sud | Seoul World Cup Stadium       | If You Do, Just Right                                                                                  | [ 70 ]        |
| 11 ottobre 2015   | Asia Song Festival         | Pusan       | Corea del Sud | Busan Asiad Stadium           | If You Do, Stop Stop It                                                                                | [ 71 ] [ 72 ] |
| 22 novembre 2015  | The Nolza                  | Seul        | Corea del Sud | Hwajeong Gymnasium            | Forever Young, Stop Stop It, If You Do, Girls Girls Girls, Bounce                                      |               |
| 24 settembre 2016 | Incheon K-pop Concert      | Incheon     | Corea del Sud | Incheon Munhak Stadium        | Fly, If You Do                                                                                         | [ 73 ]        |
| 4 marzo 2017      | One K Global Peace Concert | Manila      | Filippine     | Mall of Asia Arena            | | [ 74 ]        |
| 20 maggio 2017    | Kcon                       | Chiba       | Giappone      | Makuhari Messe                | Intro+Never Ever                                                                                       | [ 75 ]        |
| 20 agosto 2017    | Kcon                       | Los Angeles | Stati Uniti   | Staples Center                | Intro+Never Ever, Everyday, Hard Carry                                                                 | [ 76 ]        |
| 14 ottobre 2017   | KBS Friendship Super Show  | Ansan       | Corea del Sud | Ansan Lake Park Central Plaza | You Are, If You Do                                                                                     | [ 77 ]        |
| 30 settembre 2018 | Kcon                       | Bangkok     | Thailandia    | Impact Arena                  | King, Think About It, Phoenix, Lullaby, Never Ever, Look, Hard Carry                                   | [ 78 ]        |
| 28 settembre 2019 | Kcon                       | Bangkok     | Thailandia    | Impact Arena                  | Eclipse, Just Right, Miracle, Hard Carry                                                               | [ 79 ] [ 80 ] |

## Cerimonie di premiazione ed eventi
| Data             | Evento                 | Città       | Paese         | Luogo                        | Canzone/i | Note                 |
| ---------------- | ---------------------- | ----------- | ------------- | ---------------------------- | --- | -------------------- |
| 21 dicembre 2014 | SBS Gayo Daejeon       | Seul        | Corea del Sud | COEX                         | Stop Stop It, Girls Girls Girls, Moves like Jagger (con Red Velvet, Winner e Lovelyz)                                                                                             | [ 81 ]               |
| 31 dicembre 2014 | MBC Gayo Daejejeon     | Seul        | Corea del Sud | Sangam MBC Building          | Stress Come On!, Stop Stop It, A | [ 82 ] [ 83 ]        |
| 15 gennaio 2015  | Golden Disc Award      | Pechino     | Cina          | MasterCard Center            | Stop Stop It, A, Girls Girls Girls | [ 84 ]               |
| 22 gennaio 2015  | Seoul Music Award      | Seul        | Corea del Sud | Olympic Gymnastics Arena     | Intro+Stop Stop It | [ 85 ]               |
| 2 dicembre 2015  | Mnet Asian Music Award | Hong Kong   | Hong Kong     | AsiaWorld–Arena              | Girls Girls Girls, performance di ballo con i BTS, If You Do | [ 86 ] [ 87 ]        |
| 27 dicembre 2015 | SBS Gayo Daejeon       | Seul        | Corea del Sud | COEX                         | Performance di ballo con Vixx, BAP e Ikon, If You Do | [ 88 ] [ 89 ]        |
| 30 dicembre 2015 | KBS Gayo Daechukje     | Seul        | Corea del Sud | Gocheok Sky Dome             | As Much Love As All There Is (세상에 뿌려진 사랑만큼) con tutti gli artisti, If You Do, performance di ballo con Vixx e BTS                                                       | [ 90 ] [ 91 ]        |
| 31 dicembre 2015 | MBC Gayo Daejejeon     | Goyang      | Corea del Sud | MBC Dream Center Studio 6    | You In Vague Memory (흐린 기억 속의 그대) con Hyun Jin-young e 2PM, If You Do | [ 92 ]               |
| 2 dicembre 2016  | Mnet Asian Music Award | Hong Kong   | Hong Kong     | AsiaWorld–Arena              | Performance di ballo con Jooheon dei Monsta X, Hard Carry | [ 93 ]               |
| 26 dicembre 2016 | SBS Gayo Daejeon       | Seul        | Corea del Sud | COEX                         | 24K Magic (Bruno Mars) e In the Name of Love (Martin Garrix e Bebe Rexha), Fly, Hard Carry, It's Raining (Rain), Don't Leave Me (J.Y. Park), Who's Your Mama? (J.Y. Park)         | [ 94 ] [ 95 ] [ 96 ] |
| 29 dicembre 2016 | KBS Gayo Daechukje     | Seul        | Corea del Sud | KBS Hall                     | One Candle (GOD) con tutti gli artisti, Hard Carry, Bad Girl Good Girl (Miss A), A Flying Butterfly (Yoon Do-hyun Band), Don't Worry My Dear (Jeon In-kwon) con tutti gli artisti | [ 97 ] [ 98 ] [ 99 ] |
| 31 dicembre 2016 | MBC Gayo Daejejeon     | Goyang      | Corea del Sud | MBC Dream Center Public Hall | Hard Carry | [ 100 ]              |
| 7 gennaio 2017   | 2016 Zing Music Awards | Ho Chi Minh | Vietnam       | Phu Tho Stadium              | Hard Carry, Fly, Stop Stop It, If You Do, Girls Girls Girls | [ 101 ]              |
| 14 gennaio 2017  | Golden Disc Award      | Goyang      | Corea del Sud | KINTEX                       | Can't Let You Go Even If I Die (2AM), Fly, Hard Carry | [ 102 ]              |
| 19 gennaio 2017  | Seoul Music Awards     | Seul        | Corea del Sud | Jamsil Arena                 | Intro+Hard Carry | [ 103 ]              |
| 22 febbraio 2017 | Gaon Chart Music Award | Seul        | Corea del Sud | Jamsil Arena                 | Fly (Remix), Hard Carry |                      |
| 1 dicembre 2017  | Mnet Asian Music Award | Hong Kong   | Hong Kong     | AsiaWorld–Arena              | 1/n (2017 MAMA Remix Ver.), You Are, Never Ever (Rock Ver.) con i Day6 | [ 104 ]              |
| 25 dicembre 2017 | SBS Gayo Daejeon       | Seul        | Corea del Sud | Gocheok Sky Dome             | Hey, Come On 2017 (Shinhwa) con gli NCT 127, You Are | [ 105 ] [ 106 ]      |
| 31 dicembre 2017 | MBC Gayo Daejejeon     | Goyang      | Corea del Sud | MBC Dream Center Public Hall | Entertainer (Psy) con tutti gli artisti, Teenager, To You (Shin Hae-chul) con tutti gli artisti                                                                                   | [ 107 ]              |
| 11 gennaio 2018  | Golden Disc Award      | Goyang      | Corea del Sud | KINTEX                       | You Whom I Love (4men), Teenager, Never Ever | [ 108 ]              |
| 25 gennaio 2018  | Seoul Music Awards     | Seul        | Corea del Sud | Gocheok Sky Dome             | Intro+Never Ever, You Are | [ 109 ]              |
| 14 febbraio 2018 | Gaon Chart Music Award | Seul        | Corea del Sud | Jamsil Arena                 | Intro+You Are, Never Ever | [ 110 ]              |
| 28 novembre 2018 | Asia Artist Award      | Incheon     | Corea del Sud | Namdong Gymnasium            | Lullaby, Look | [ 111 ]              |
| 12 dicembre 2018 | Mnet Asian Music Award | Saitama     | Giappone      | Saitama Super Arena          | Fantastic Baby (Big Bang), Bounce (Dubstep Ver.) (Cho Yong-pil) | [ 112 ]              |
| 14 dicembre 2018 | Mnet Asian Music Award | Hong Kong   | Hong Kong     | AsiaWorld–Arena              | Lullaby (Ballad Ver.), Fine (Remix), Nightmare, Lullaby (Dark Ver.) | [ 113 ] [ 114 ]      |
| 25 dicembre 2018 | SBS Gayo Daejeon       | Seul        | Corea del Sud | Gocheok Sky Dome             | Esibizione di apertura solista di Yugyeom, Look, Lullaby, Don't Stop Me Now (Queen)                                                                                               | [ 115 ] [ 116 ]      |
| 28 dicembre 2018 | KBS Gayo Daechukje     | Seul        | Corea del Sud | KBS Hall                     | You Are So Beautiful (Eddy Kim), Lies (GOD), J (Jackpot), Y (Youth), Don't Leave Me (J.Y. Park) con gli altri artisti della JYP Nation, Miracle, Lullaby                          | [ 117 ]              |
| 31 dicembre 2018 | MBC Gayo Daejejeon     | Goyang      | Corea del Sud | MBC Dream Center Public Hall | Intro+Look | [ 118 ]              |
| 6 gennaio 2019   | Golden Disc Award      | Seul        | Corea del Sud | Gocheok Sky Dome             | Miracle, From Now, Look | [ 119 ]              |
| 16 novembre 2019 | V Live Award           | Seul        | Corea del Sud | Gocheok Sky Dome             | Intro, You Calling My Name, Crash & Burn | [ 120 ]              |
| 26 novembre 2019 | Asia Artist Award      | Hanoi       | Vietnam       | My Dinh National Stadium     | You Calling My Name, Crash & Burn, Hard Carry | [ 121 ]              |
| 4 dicembre 2019  | Mnet Asian Music Award | Nagoya      | Giappone      | Nagoya Dome                  | Intro+Eclipse (2019 MAMA ver.), You Calling My Name, Crash & Burn | [ 122 ] [ 123 ]      |
| 25 dicembre 2019 | SBS Gayo Daejeon       | Seul        | Corea del Sud | Gocheok Sky Dome             | Eclipse (Remix), Page, Done For Me | [ 124 ] [ 125 ]      |
| 27 dicembre 2019 | KBS Gayo Daechukje     | Goyang      | Corea del Sud | KINTEX                       | Dandelion, Hip Song (Rain), Stop Stop It (Remix Ver.), You Calling My Name, The Earth Traveler con tutti gli artisti                                                              | [ 126 ]              |
| 31 dicembre 2019 | MBC Gayo Daejejeon     | Goyang      | Corea del Sud | MBC Dream Center Public Hall | Just a Feeling (SES), Come On, Thursday | [ 127 ] [ 128 ]      |
| 5 gennaio 2020   | Golden Disc Award      | Seul        | Corea del Sud | Gocheok Sky Dome             | Intro, Eclipse, You Calling My Name | [ 129 ]              |
| 28 novembre 2020 | Asia Artist Award      | Seul        | Corea del Sud | N.D.                         | Aura, Not By The Moon | [ 130 ]              |
| 6 dicembre 2020  | Mnet Asian Music Award | Paju        | Corea del Sud | CJ ENM Content World         | Not By The Moon (MAMA ver.), Last Piece | [ 132 ]              |
| 12 dicembre 2020 | The Fact Music Award   | Incheon     | Corea del Sud | Paradise City Studio         | Not By The Moon, Last Piece | [ 133 ]              |
| 18 dicembre 2020 | KBS Gayo Daechukje     | Seul        | Corea del Sud | KBS Hall                     | Nunu Nana, Out, Last Piece | [ 134 ] [ 135 ]      |
| 25 dicembre 2020 | SBS Gayo Daejeon       | Taegu       | Corea del Sud | N.D.                         | Things We Took For Granted, Just Right, Poison, Breath | [ 137 ] [ 138 ]      |
| 31 dicembre 2020 | MBC Gayo Daejejeon     | Ilsan       | Corea del Sud | MBC Dream Center             | Intro+Last Piece | [ 139 ]              |
| 10 gennaio 2021  | Golden Disc Award      | Goyang      | Corea del Sud | KINTEX                       | Intro+Not By The Moon, Breath | [ 140 ]              |

## Annotazioni
1. ↑  Eseguita da Youngjae con Daehyun dei BAP, Leo dei VIXX ed Eunkwang dei BtoB.
2. ↑  Esibizione di Jackson con Kangnam e Cheetah.
3. ↑  Esibizione di Jackson e Mark con Jun K.
4. ↑  Esibizione di ballo di Jinyoung, Yugyeom e BamBam.
5. ↑  Esibizione d'apertura dei Big Byung (N e Hyuk dei VIXX, Jackson dei Got7, Sungjae dei BtoB).
6. ↑  Nel proprio segmento solista all'inizio, i Got7 hanno eseguito We Are Got7 di Raphael.
7. ↑  Esibizione di apertura di Jinyoung e Yugyeom con Ten degli NCT, Seulgi delle Red Velvet, YooA delle Oh My Girl, Eunjin delle DIA e Lisa delle Blackpink. A In The Name of Love si aggiungono N dei VIXX, Jimin dei BTS, Yein delle Lovelyz, Mina e Momo delle Twice, e Chengxiao delle WJSN.
8. ↑  It's Raining, Don't Leave Me e Who's Your Mama? fanno parte dell'esibizione speciale dedicata alle canzoni prodotte da J.Y. Park. Dei membri dei Got7, vi hanno partecipato JB, Jackson, Jinyoung e Yugyeom: per Don't Leave Me si sono esibiti insieme a Woozi, Seungkwan, Vernon e Dino dei Seventeen, e al gruppo così composto si sono unite, per Who's Your Mama?, SinB, Yuju, Umji e Yerin delle GFriend, e Momo, Nayeon, Mina e Jeongyeon delle Twice.
9. ↑  Eseguita da BamBam insieme a Youngjae dei B.A.P., Minhyuk dei BtoB e Minhyuk dei Monsta X.
10. ↑  Eseguita dagli idol nati nel 1997, dei Got7 vi partecipano Yugyeom e BamBam, ai quali si uniscono Jungkook dei BTS, Eunha e Yuju delle GFriend, DK, The8 e Mingyu dei Seventeen, Jihyo delle Twice e Chaeyeon delle IOI.
11. ↑  Eseguita da Youngjae con Ken dei VIXX.
12. ↑  Eseguita da Jackson con Dynamic Duo, Mark degli NCT 127, Jooheon dei Monsta X e Vernon dei Seventeen.
13. ↑  Eseguita da Jinyoung, BamBam e Yugyeom con Taeyong, Yuta e Doyoung degli NCT 127.
14. ↑  Eseguita da Youngjae.
15. ↑  Eseguita da JB, Jinyoung e Yugyeom con Wonho, Kihyun, Minhyuk e I.M. dei Monsta X.
16. ↑  Eseguita da JB e Yugyeom con Choi Yena e Honda Hitomi delle Izone, Shownu e Hyungwon dei Monsta X, e Momo e Mina delle Twice.
17. 1 2  Eseguita da Yugyeom.
18. ↑  Eseguita da Jackson, BamBam e Mark.
19. ↑  Eseguita da JB con Seungyoon dei Winner, Dokyeom dei Seventeen, Doyoung degli NCT e Jaehwan dei Wanna One.
20. ↑  Eseguita da Jinyoung con Minhyuk dei Monsta X, Jaehyun degli NCT 127 e Minhyun dei Wanna One.
21. ↑  Eseguita da JB nell'ambito dello speciale JYP of All Time.
22. ↑  Eseguita da BamBam con Dowoon, Jae e Young K dei Day6, Chaeyoung delle Twice, e Han e Changbin degli Stray Kids nell'ambito dello speciale JYP of All Time.
23. ↑  Eseguita da Yugyeom e Jackson con Momo delle Twice nell'ambito dello speciale JYP of All Time.
24. ↑  Performance di ballo eseguita da Jackson con JR dei NU'EST.
25. ↑  Performance di ballo eseguita da Yugyeom.
26. ↑  Eseguita da Yugyeom con Mingyu dei Seventeen e Shownu dei Monsta X.
27. ↑  Eseguita da JB e Youngjae con Baekho e Minhyun dei NU'EST e Shownu e Kihyun dei Monsta X.
28. ↑  Collaborazione di Jackson con Jessi.